# Bulbophyllum brevilabium
Bulbophyllum brevilabium är en orkidéart som beskrevs av Rudolf Schlechter. Bulbophyllum brevilabium ingår i släktet Bulbophyllum och familjen orkidéer. Inga underarter finns listade i Catalogue of Life.